# Alaverdov
Alaverdov je priimek več oseb:
- Hristofor Nikolajevič Alaverdov (1897–1942), sovjetski general
- Konstantin Alaverdov, jezikoslovec